# Eva Procházková-Obršlíková
Eva Procházková-Obršlíková (* 8. března 1937 Brno) je moravská archivářka a historička, dlouholetá ředitelka Státního okresního archivu Vyškov se sídlem ve Slavkově u Brna.

## Život
Narodila se v Brně krátce před druhou světovou válkou, 8. března 1937. V květnu 1955 odmaturovala na jedenáctileté střední škole v Brně. Na Filozofické fakultě Masarykovy univerzity v Brně (tehdy University Jana Evangelisty Purkyně) vystudovala nejprve klasickou filologii (promovala 18. června 1960) a poté – již při zaměstnání – také obor archivnictví (doktorkou filozofie byla promována 1. července 1967).
Od 1. srpna 1960 nastoupila na místo archivářky ve slavkovské pobočce Okresního archivu Vyškov. Krátce předtím téhož roku proběhla reforma státní správy, v jejímž důsledku byl zrušen slavkovský okres a zdejší archiv sídlící na zámku se dočasně stal pobočkou toho vyškovského. Od 1. dubna 1961 zde byla Procházková vedena jako archivní pracovnice, slavkovskou pobočku v podstatě vedla. V té době byly do vyškovského archivu převáděny městské archivy z Ivanovic, Švábenic, Dědic, Rousínova a dalších obcí, rovněž archivy z farních úřadů. Kvůli obtížné prostorové situaci ve Vyškově bylo v květnu 1962 rozhodnuto o přesunu celého pracoviště do sídla dosavadní pobočky ve Slavkově.
Po odchodu Františka Neužila do důchodu Procházková v červenci 1967 převzala vedení celého okresního archivu a k 1. září 1968 byla oficiálně jmenována jeho ředitelkou. Ve své činnosti se zaměřovala na kmenové fondy archivů města Vyškova, Slavkova a Bučovic, později především na mladší fondy, jako byly archivy národních výborů, společenských organizací, družstev, zachránila však před zkázou i archiválie slavkovského a bučovického děkanství.
V 60. letech připravila řadu vzdělávacích pořadů pro vysílání slavkovského městského rozhlasu po drátě. Psala drobné historické příspěvky do regionálního tisku, přispívala svými zápisy do kroniky okresního národního výboru pro léta 1945–1960, ve sborníku Vyškovsko (1965) napsala kapitolu o Slavkově. Z větších prací sepsala dějiny Pustiměře (100 let pošty Pustiměř, 1992) a vydala publikaci Státní okresní archiv Vyškov. Průvodce po archivních fondech a sbírkách (1994).
K přelomu let 1995/1996 rezignovala na funkci ředitelky a do března byla vedením archivu pověřena Helena Hýzlová, načež byl přednostou jmenován Petr Hlaváček. Sama Procházková-Obršlíková zůstala na vlastní žádost pracovnicí archivu na snížený úvazek ještě do 30. června 1997.
Jejím manželem byl Jindřich Obršlík (1926–2017), od roku 1953 až do penzionování v roce 1988 archivář Moravského zemského archivu, v letech 1966-1974 vedoucí tamního zemědělsko-lesnického oddělení, rovněž dlouholetý člen Muzejní a vlastivědné společnosti v Brně či Moravské genealogické a heraldické společnosti.